# 야마시타 레오
야마시타 레오(일본어: 山下 令雄, 1998년 5월 19일 ~ )는 일본의 전 축구 선수이다. 과거 감바 오사카에서 활동하였다.

## 구단 경력
그는 2021년부터 2022년까지 J리그의 FC 류큐에서 활동하였다.